# Bahargül Abdyýewa
Bahargül Gurbanmyradowna Abdyýewa (russisch Бахаргуль Курбанмурадовна Абдыева Bachargul Kurbanmuradowna Abdyjewa; geb. 1974, Etrek, Bezirk Kizyl-Atrek, Krasnowodskaja Oblast, Turkmenische Sozialistische Sowjetrepublik) ist eine turkmenische Politikerin.

## Leben
Abdyýewa wurde 1974 im Dorf Etrek (Bezirk Kizyl-Atrek - Этрек, Этрекский этрап, Кизыл-Атрекского района) im Krasnowodskaja Oblast (Красноводская область) der Turkmenischen Sozialistischen Sowjetrepublik geboren.
1999 schloss sie ihr Studium am Turkmenischen Nationalinstitut für Weltsprachen „Dovletmammet Azadi“ (Туркменский национальный институт мировых языков имени Довлетмаммета Азади) ab und arbeitete als Sprach- und Literaturkritikerin und Lehrerin für Englische Sprache und Literatur.
Ab 1991 arbeitete sie als Kindergärtnerin im Baustoff- und Konstruktionswerk Abadan (Абаданского комбината стройматериалов и конструкций треста «Главкаракумстрой», Abadanskogo kombinata stroimaterialow i konstrukzi tresta «Glawkarakumstroi») des Glavkarakumstroy Trust. 1992 bis 1994 war sie Kindergärtnerin in der Teppichfabrik Abadan (коврового комбината «Абадан», kowrowogo kombinata «Abadan»). Dann arbeitete sie bis 1995 in verschiedenen Positionen in der Abteilung für soziale und wirtschaftliche Unterstützung der Abadan-Etrap (отделе социально-экономического обеспечения Абаданского этрапа, otdele sozialno-ekonomitscheskogo obespetschenija Abadanskogo etrapa) der Stadt Aşgabat.
1995 bis 1999 und dann erneut 2007 bis 2011 arbeitete sie als Leiterin der englischen Sprachabteilung des Turkmenischen Nationalinstituts für Weltsprachen «Azadi» (Туркменского национального института мировых языков им. Азади, Turkmenskogo nazionalnogo instituta mirowych jasykow im Asadi).
2011 war 2014 sie Lehrerin am Institut für Sozialwissenschaften, außerordentliche Professorin am Institut für Fremdsprachen des Turkmenischen Staatlichen Finanzinstituts (Туркменского государственного финансового института, Turkmenskogo gossudarstwennogo finansowogo instituta).
Ab dem 7. November 2014 bis zum 1. Dezember 2017 war sie Stellvertretende Kulturministerin (Министерство культуры Туркменистана, Ministerstwo kultury Turkmenistana) und vom 1. Dezember 2017 bis zum 26. Januar 2018 war sie Leiterin der Kulturabteilung des Ministerkabinetts von Turkmenistan (Кабинет министров Туркменистана, Kabinet ministrow Turkmenistana). Vom 26. Januar 2018 bis zum 4. Juli 2020 war sie Stellvertretende Vorsitzende des Ministerkabinetts Turkmenistans für Kultur und Medien (заместитель Председателя Кабинета министров Туркменистана, samestitel Predsedatelja Kabineta ministrow Turkmenistana).